# 宇都宮丘陵

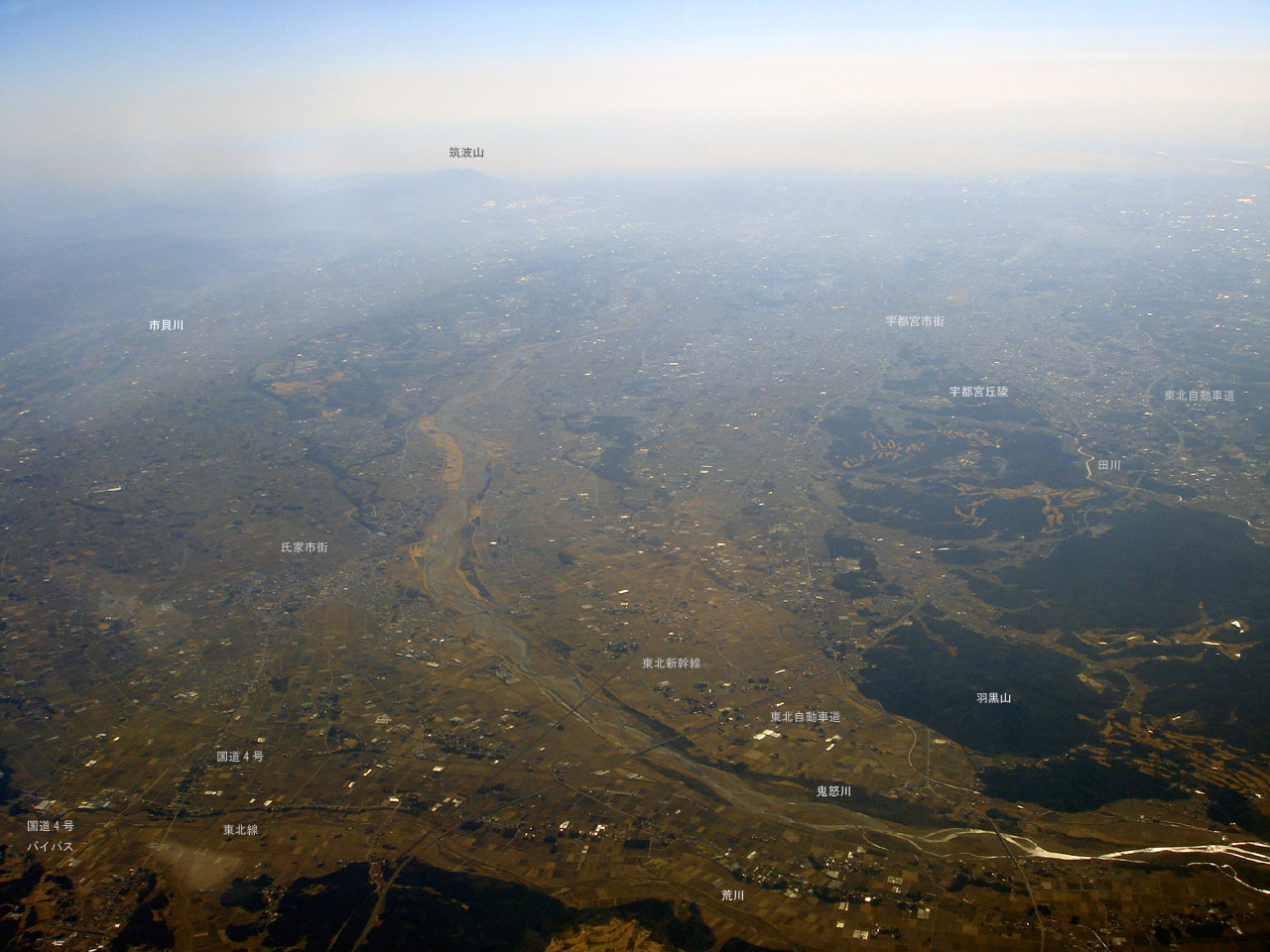
右手が宇都宮丘陵。

宇都宮丘陵（うつのみやきゅうりょう）とは栃木県宇都宮市にあり市街地中心部から北へ伸びる丘陵である。

## 概要
帝釈山脈や足尾山地から関東平野に向けて樹枝状に伸びる丘陵の1つである。市街地側から見ると、明神山の宇都宮二荒山神社を南端として、八幡山、戸祭山へと北へ伸びている。丘陵の東西の裾野を田川や釜川が流れる。
丘陵を構成する基盤は凝灰岩であり、広義の大谷石の一種である長岡石が採掘されている。表層部はロームや軽石などの火山噴出物に覆われる。

## 土地利用
市街地に立地しているため神社、公園、競輪場、住宅団地、学校、霊園等土地開発が進む。旧石器時代以降の各時代の遺跡が集中する地域でもあり、戸祭大塚古墳、谷口山古墳、長岡百穴古墳、瓦塚古墳群などの古墳群がある。